# Aranysakál
Az aranysakál (Canis aureus) az emlősök (Mammalia) osztályának ragadozók (Carnivora) rendjébe, ezen belül a kutyafélék (Canidae) családjába tartozó faj. Más elnevezései: nádi farkas, réti farkas, toportyán és csikasz.

## Származása, elterjedése
Európa délkeleti részén és Ázsia mediterrán jellegű vidékein él, egészen Indokínáig. Korábban úgy vélték, hogy Afrikában is előfordul, de a DNS-vizsgálatokból kiderült, hogy ezen a kontinensen egy másik, önálló kutyaféle él, az úgynevezett afrikai farkas (Canis anthus).
A filogenetikai vizsgálatok alapján legközelebbi rokonai a korábban alfajának tartott afrikai farkas, illetve a szürke farkas (Canis lupus) és háziasított változata, a kutya, valamint az észak-amerikai prérifarkas (Canis latrans) és vörös farkas (Canis rufus). A szürke farkassal és a kutyával elterjedési területe átfedésben van, és képes velük szaporodni; fogságbeli tapasztalatok szerint az afrikai farkassal is képes termékeny hibridek nemzésére.
Nevével ellentétben nincs közelebbi rokonságban az Afrikában elterjedt valódi sakálokkal (panyókás (Lupulella mesomelas) és sujtásos sakál (Lupulella adusta)).
Az aranysakál Közép-Európában, többek között Magyarországon is igen gyakori volt a 19. századig. Történelmi elterjedési területének északi pereme volt a Kárpát-medence. Élőhelyeinek visszaszorulása és az irtás miatt az 1940-es évekre Bulgária kivételével gyakorlatilag egész Európából kipusztult, bár szórványos példányokat körülbelül évtizedenként még jelentettek. 1940 és 1990 között hazánk területén nem találtak szaporodó párt, csupán néhány kóbor példányt, 1989-ben a Természetvédelmi Világszövetség Vörös listájára Magyarországon kihalt fajként került fel.
Észak-Macedóniába spontán visszatelepült, de az 1960-as években újra kiirtották. Bulgáriában 1961-ben vagy 1962-ben nyilvánították védetté. Ezután rohamosan elterjedt, és mivel mind a vad-, mind a háziállat-állományt veszélyeztette, a védelmét 1984-ben megszüntették. A '80-as évek végén már nemcsak egész Bulgáriában fordult elő (annak ellenére, hogy évente több ezer példányt lőttek ki), de a környező országokba is visszatelepült.
A Dráva mentén a 80-as években jelent meg újra Magyarországon. Főleg délen: Bács-Kiskun, Baranya és Somogy vármegyében terjedt el, de minden más vármegyében is láttak már példányokat. Létszáma 2004-ig körülbelül 3000 példányra nőtt, 2014-re elérte a 9000-et Az Országos Magyar Vadászkamara adatai szerint az első 6 példányt az 1994/95-ös vadászati évben lőtték ki. 
Az évente elejtett példányok száma 2002–2011:
- 2002: 80
- 2003: 85
- 2004: 95
- 2005: 140
- 2006: 163
- 2007: 349
- 2008: 462
- 2009: 674
- 2010: 786
- 2011: 1129

2013-ban pedig 1813 példányt lőttek ki, ennek harmadát Somogyban.
A 2010-es évekre Európában özönfajként terjedő aranysakál északon Észtországig, északnyugaton Hollandiáig, nyugaton Olaszországig és Svájcig jutott el.

## Alfajai
- Canis aureus aureus (Linnaeus, 1758) -  Irak, Irán, Türkmenisztán, Afganisztán, Pakisztán és India nyugati része
- Canis aureus cruesemanni (Matschie, 1900) - India északnyugati része, Mianmar, Thaiföld északi része
- Canis aureus indicus (Hodgson, 1833) - India északi része, Nepál, Banglades és Bhután
- Canis aureus naria (Wroughton, 1916) - India délnyugati része és Srí Lanka
- Canis aureus syriacus (Hemprich & Ehrenberg, 1833) - Izrael, Libanon, Jordánia és Szíria
- Canis aureus moreotica (I. Geoffroy Saint-Hilaire, 1835) - Törökország, a Kaukázus vidéke, Kelet- és Délkelet-Európa
- Canis aureus ecsedensis (Kretzoi, 1947) - Magyarország és Közép-Európa környező országai, alfaji státusza vitatott, több rendszerező beolvasztja a Canis aureus moreotica alfajba.

## Megjelenése, felépítése
A kifejlett állat testhossza körülbelül 65–105 centiméter, marmagassága 45–50 centiméter között van. A farka közepesen lompos, 25–30 centiméter, a farok hegye pedig feketésgesztenye színű. Testtömege 7–15 kilogramm, a kanok körülbelül 15%-kal nehezebbek a szukáknál.
Téli és nyári bundája különböző; nagyobb rokonáénál világosabb és barnásabb. Farka és hasa szürkésfehér. Füle a rövid szőrzet közt nagyobbnak hat, mint a farkasé, amely különösen télen, illetve az északi állományoknál alig áll ki a bundából. Állkapcsa sokkal finomabb és gyengébb, mint a farkasé.
Az aranysakál különleges ismertetőjele a talppárnája: a két középső ujjpárna mind a négy mancsán összenőtt; ez főleg a mellső lábán látszik jól. A két középső ujj és karom nagyon közeli helyzetű.

## Életmódja, élőhelye

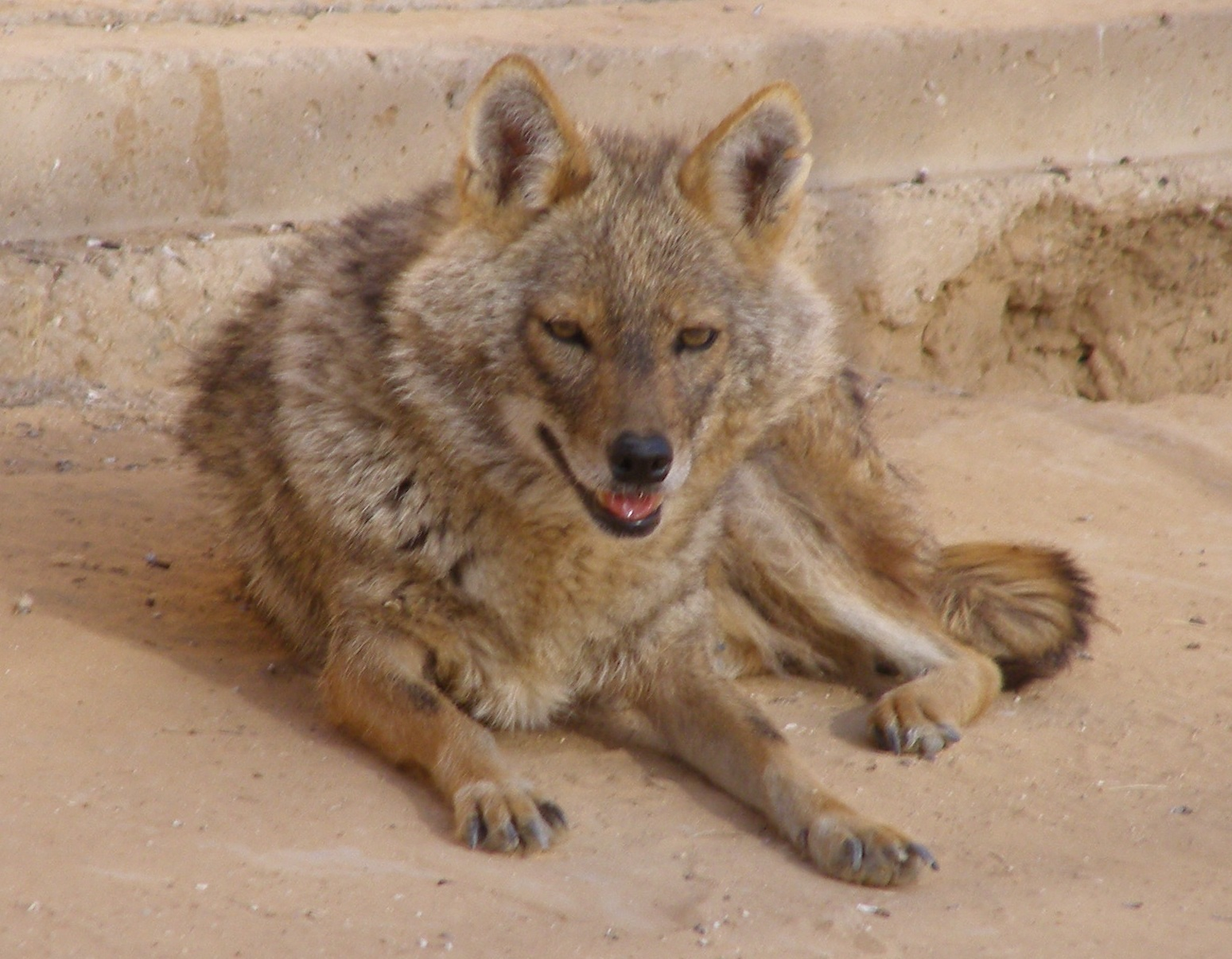
Pihenő példány Izraelben

A farkas és a róka közötti köztes helyzetet elfoglaló ragadozó. A sztyeppék, fás puszták, bokorerdők, nehezen áttörhető bozótosok, elnádasodott nedves területek, félsivatagok lakója. Kerüli a nyílt terepet és a sűrű erdőket, így — elsősorban a kevés táplálék miatt — a trópusi esőerdőket sem kedveli.
Kisebb állatokat önállóan is el tud ejteni, így Magyarországon rágcsálóspecialistának mondható. Nem veti meg az ún. csülkösvadak (őz, szarvas, vaddisznó stb.) tetemeit sem. Trópusi területeken olykor csapatokba verődve antilopokat, gazellákat is zsákmányol. Testalkata a préda hosszas üldözésére nem alkalmas; ha a gyors lerohanás sikertelen, kiszemelt zsákmányáról lemond. Ha nem jut táplálékhoz, a települések közelébe is merészkedik némi hús reményében.
Felismerését segíti egyetlen más állathoz sem hasonló hangja: elnyújtott üvöltés és rövid, vonyító-ugató hangok követik egymást. Általában napnyugta után üvölt.
A zavarást, kiváltképp élőhelyének megváltoztatását — parlagföldek megművelését, erdőművelést — és az intenzív, célirányos vadászatát nem viseli el; az ilyen helyekről elköltözik. Az emberi üldöztetéstől eltekintve legnagyobb ellensége a farkas. Ahol mindkettő előfordul, a sakál csak nagyon szórványosan és visszavonultan marad fenn — viszont ahol megtelepszik, onnan többé-kevésbé kiszorítja fő táplálékkonkurensét, a vörös rókát (Vulpes vulpes).

### Táplálkozása
Táplálkozása opportunista, azaz a legkönnyebben kiaknázható táplálékforrást hasznosítja. Amikor betelepül valahová, étrendje meglehetősen változatos (megeszik jóformán bármit); ez a viselkedése jelentősen hozzájárulhat gyors terjedéséhez. Megtelepedve specializálódik, tehát a konkrét környezetben legkönnyebben elérhető táplálékra szelektál.
A hazai vizsgálatok kimutatták, hogy az egyes táplálékfajták részaránya nagyon különbözik törzsterületén (ahol már régen megtelepedett és sok van belőle) és elterjedésének peremterületein, ahol még csak szórványosan, illetve ritkásan fordul elő:
- A törzsterületen évszaktól függetlenül szinte csak kisemlősöket eszik. Ez a fogyasztott biomassza 83-97(!) %-a, ezen belül a mezei pocok 56-83 %; mezei nyúl 0–2 %). Gyakran kap be különféle rovarokat, ezek kis tömege miatt azonban együttes részesedésük a biomasszából mindössze néhány százalék. Ugyancsak jelentéktelen a növényi anyagok (kukorica és fűfélék szerepe. A „csülkösvad” (főleg őz, szarvas, dámvad és vaddisznó) együttes részesedése 2,5–5,5 %. Ennél jóval nagyobb a háziállatok aránya (közel 10 %). Ezek nagy többsége szarvasmarha és disznó; egyértelműen dögkutakból.
- A peremterületeken is a kisemlősök a fő táplálékai (kb. 56 %); de ezzel csaknem egyenrangú a csülkösvad mennyisége (kb. 41 %). Utóbbi csoportban a kifejlett vaddisznó a meghatározó táplálék – mivel az aranysakál a felnőtt vaddisznó elejtésére még csoportosan sem képes, ez egyértelműen dögevésre utal, csakúgy, mint a szarvasféléknél. Tavasz végén – nyár elején a beteg, legyengült gidákat és borjakat is elejti. A rovarok és növények szerepe a törzsterületéhez hasonló, a háziállatoké jóval kisebb.

A terület jellegétől függetlenül megeszik időnként madarakat és gerincteleneket is (utóbbiakat főleg kölyöknevelés idején, de akkor is jelentéktelen arányban). A vadon termő gyümölcsök érése idején megnő a növényi táplálék szerepe, de ekkor is legföljebb 3 %-ig.
Állatkertekben gyakori.

### Természetes ellenségei
Fő táplálékkonkurensei a vörös róka (Magyarországon 72 % átfedéssel) és a szürke farkas. Ennek megfelelően a rókát megtámadja, élőhelyéről kiszorítja, a farkas viszont a sakált szorítja ki. Európában a farkas a fő akadálya annak, hogy az aranysakál észak felé terjeszkedjen.

## Szaporodása
A Balkánon élő állományok téli falkáiban január–februárban alakulnak meg a párok — az egymáshoz nagyon szorosan kötődő aranysakálok nemritkán élethosszig összetartanak. A nőstények 9 hónaposan, a hímek 2 évesen ivarérettek. Csak a domináns hím és nőstény szaporodik. A 62 napos vemhesség végén a nőstény 3-6 (legfeljebb 8) kölyköt hoz a világra. Ezek erősen emlékeztetnek a kutyakölykökre, és hasonképpen sok gondoskodást kapnak. Életük első két hetét a vackon, gyakran egy föld alatti járatban töltik. Eleinte csak tejet kapnak, de a második hét után már az anyjuk által visszaöklendezett, előemésztett táplálékot is. A kan egyre nagyobb részt vállal a fiatalok neveléséből. A néhány hetes kölykök már a vacok előtt játszanak. Puha, szürke-szürkésbarna bundájukat egy hónapos korukban az öregkori szőrzetre váltják.

## Vadászata, kilövése
Magyarországon a 79/2004. (V. 4.) FVM rendelet 58. § bekezdése alapján egyéni és társas vadászatok során, sörétes és golyós fegyverrel is vadászható dúvad. Vadászati idénye egész évre kiterjed. A rendelet hatálytalan, a hazai vadászati jogban nincs dúvad.
Az aranysakált szolgálati feladatát teljesítve kilövő hivatásos vadász lődíjként – szolgálati lőfegyverét figyelembe véve – ötven darab sörétes vagy öt darab 1000 Joule-nál nagyobb csőtorkolati energiájú golyós lőszert kap (41/b bekezdés).
Változásokat lásd: 24/2017. (V. 17.) FM rendelet!

## Képek

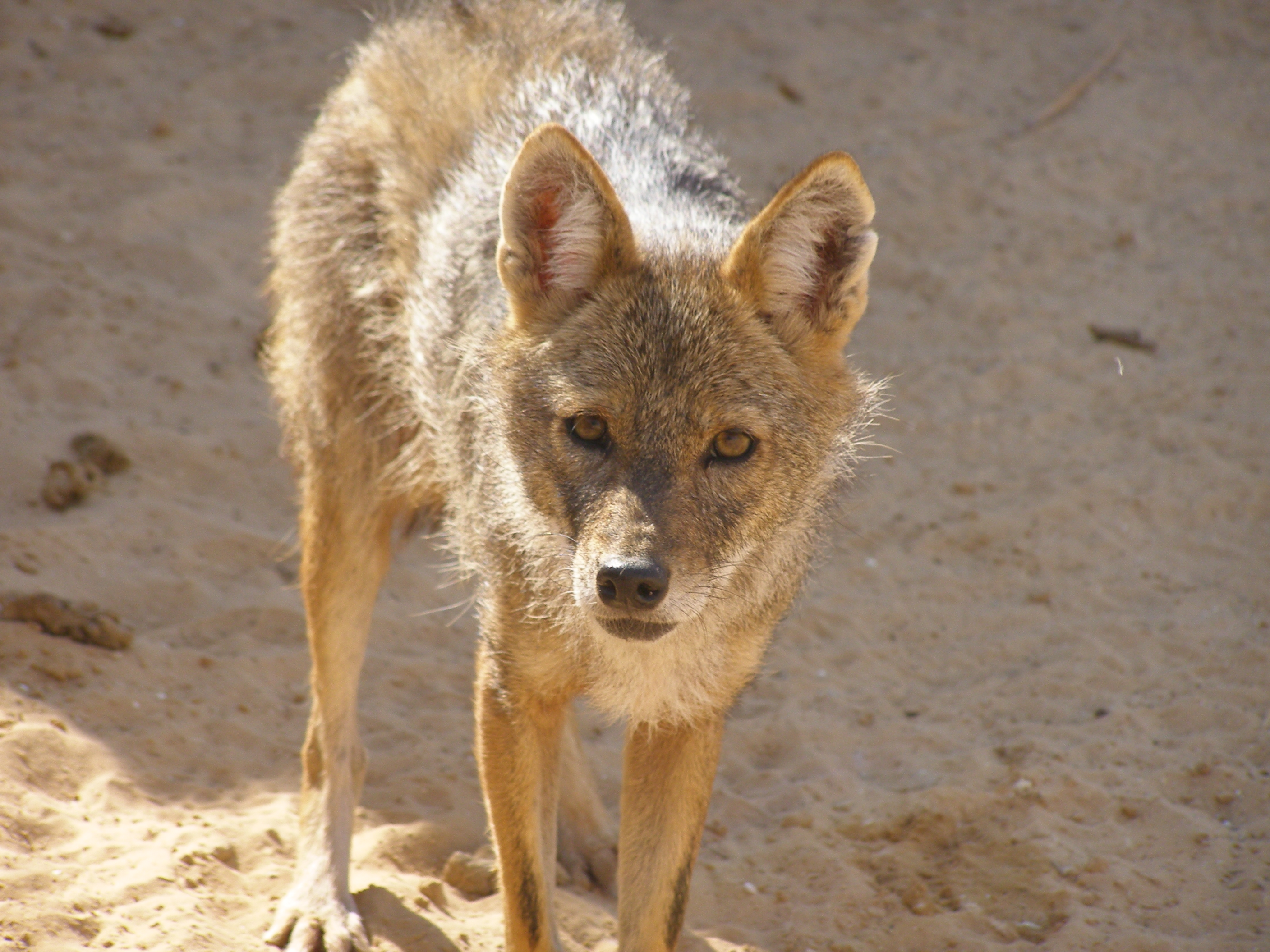
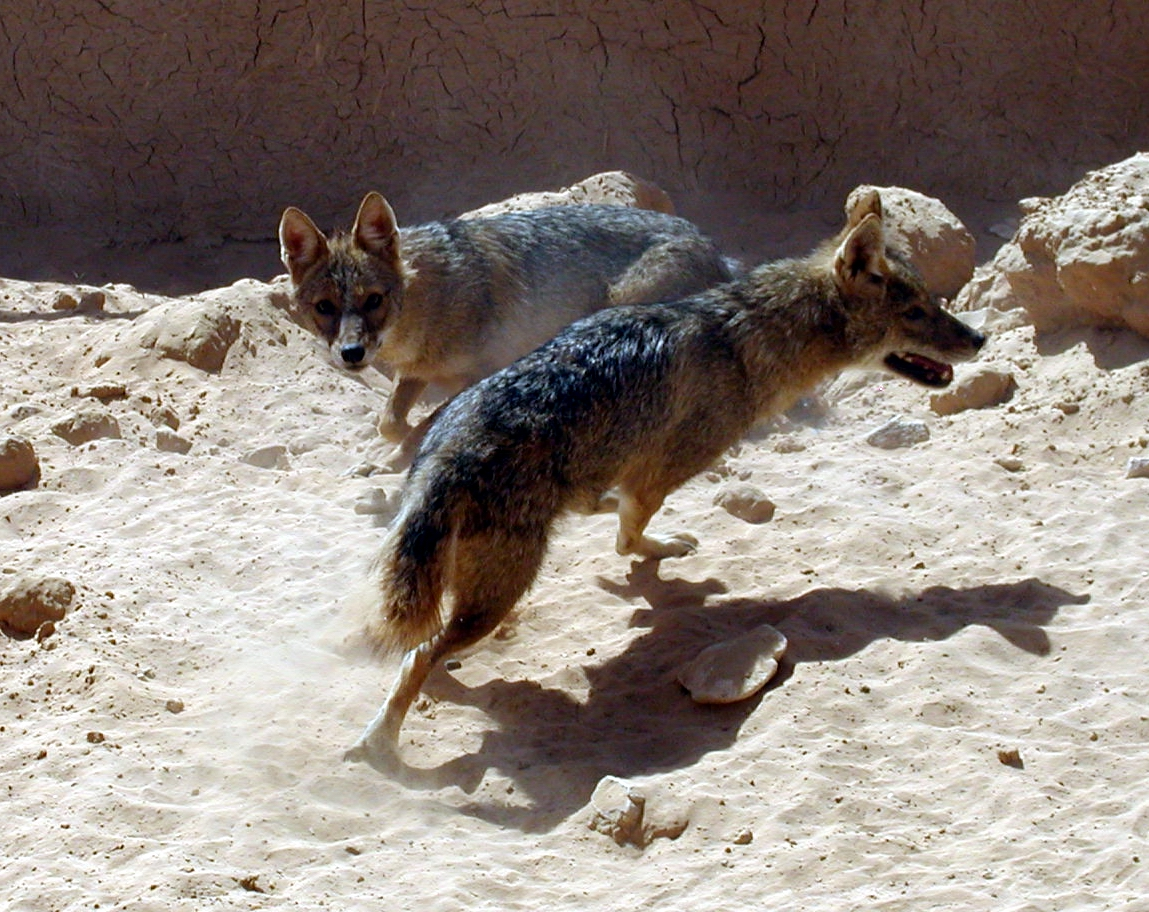
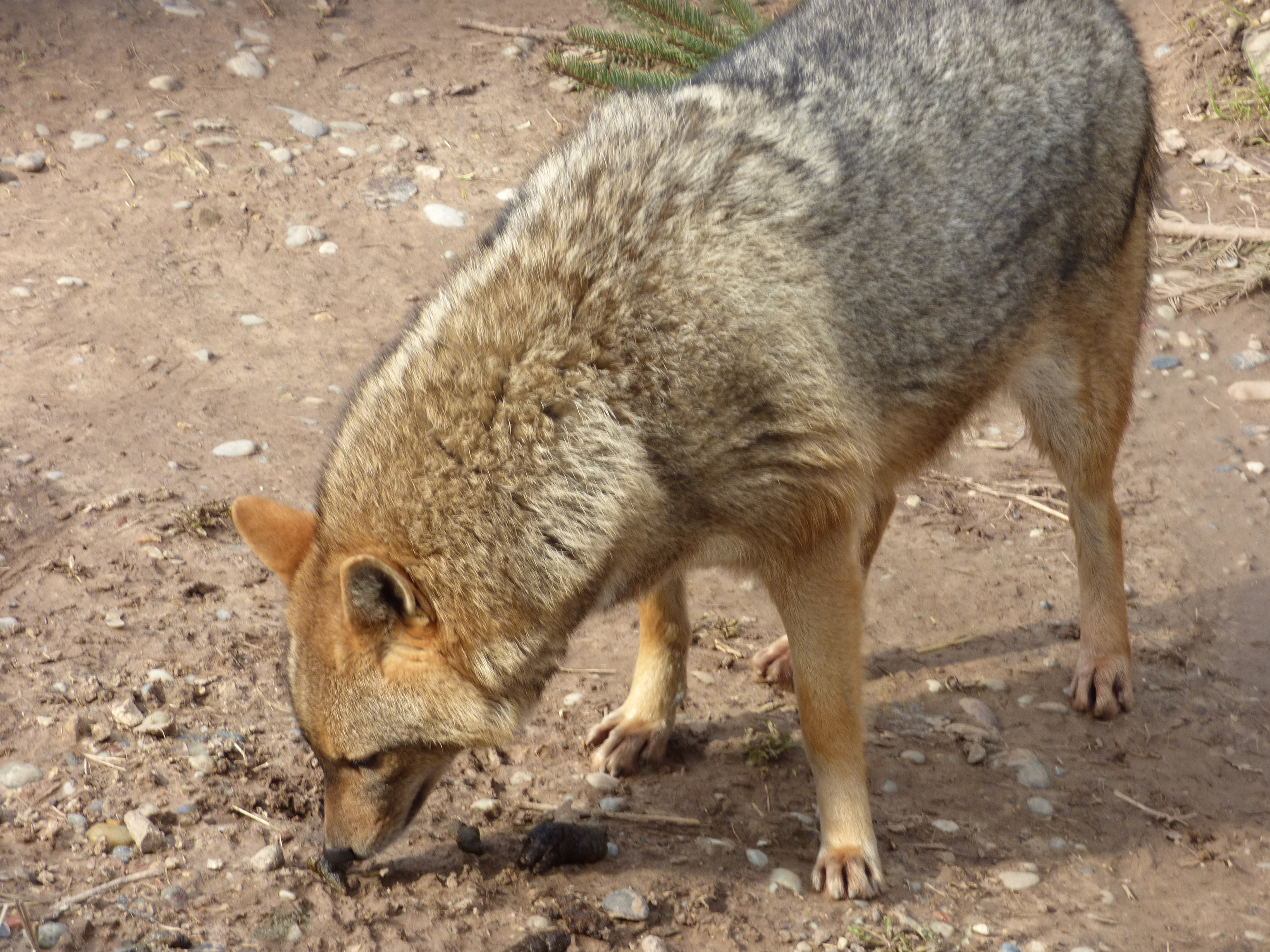
Aranysakál a Budakeszi Vadasparkban
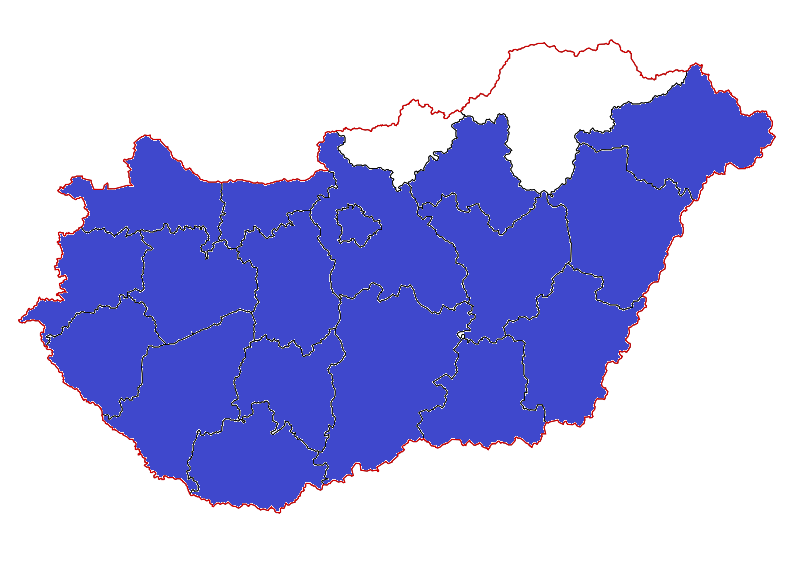
Az aranysakál magyarországi elterjedési területe